# Elachiptera willistoni
Elachiptera willistoni är en tvåvingeart som beskrevs av Curtis W. Sabrosky 1948. Elachiptera willistoni ingår i släktet Elachiptera och familjen fritflugor.
Artens utbredningsområde är Texas. Inga underarter finns listade i Catalogue of Life.